# Laura White
Laura Jane Amanda White (* 31. August 1987 in Manchester) ist eine britische Popsängerin.

## Leben
Laura White lernte als Kind Klavier und Klarinette. Mit 14 nahm sie erstmals an einer Talentshow teil und trat später als Sängerin auf. 2008 nahm sie an der Fernseh-Casting-Show The X Factor teil. Sie erreichte das Finale der besten Zwölf und überstand die ersten vier Runden, dann schied sie aus. Danach gab es viele Proteste und sogar eine Petition, die ihren Verbleib forderte und zahlreiche Unterzeichner fand. Auch fand sie ungeachtet ihres frühen Ausscheidens schnell eine Plattenfirma und konnte bei der Produktion ihres Debüts auf prominente Leute wie den Madonna-Produzenten Ian Green und Michelle Escoffrey als Songwriterin zurückgreifen. 
Anfang November 2009 erschien die erste Single von Laura White mit dem Titel You Should Have Known. Sie erreichte Platz 32 der UK-Charts.

## Diskografie
Alben
- 2009: What My Mother Taught Me
- 2016: No.95
- 2017: The Painted Door

Singles
- 2009: You Should Have Known
- 2013: What My Mother Taught Me
- 2015: Kind of Blue
- 2016: Martha
- 2018: Heartbreaker (feat. Ms Banks)
- 2019: Back to You (mit One Bit)
- 2019: Nobody
- 2020: Happiness

Als Gastmusikerin
- 2008: Hero (X-Factor-Finalisten)
- 2010: I Put a Spell on You (Shane MacGowan & Friends)
- 2013: Dalt Vila (Sister Bliss & Wally Lopez feat. Laura White)
- 2015: Circles (Xploder feat. Laura White & Manga St Hilare)
- 2016: Love on Me (Galantis & Hook n Sling feat. Laura White & Cathy Dennis)
- 2017: Lullaby (SK!Y feat. Laura White)
- 2018: Ladykiller (Brunelle feat. Laura White)
- 2018: Ce soir? (Hugel Remix) (El Profesor feat. Laura White)
- 2019: Ultimatum (MistaJam feat. Laura White)
- 2020: Gasoline (Cash Cash feat. Laura White)
- 2020: When You're Dancing (Mike Candys feat. Laura White)